# Death Dream
Death Dream (en español: Sueño mortal) es el segundo álbum de estudio del intérprete estadounidense Trevor Something, publicado el 23 de octubre de 2015 bajo su sello discográfico In Your Brain LLC. El álbum contiene elementos más cercanos al lo-fi con el uso de reverberación, siendo mezclados con algunos tintes de música industrial.

## Contenido
A diferencia del primer álbum Synthetic Love y su inclinación hacia el synthpop, Death Dream es considerado un álbum con influencias sonoras de EBM e industrial, mientras las letras son descritas como "oscuras" y su ritmo son cercanas al downtempo. Según The Infidel Netwerk, la dualidad de música y letras está presente desde la portada del álbum, considerándolo “un experimento en tono climático y presencia”.

## Lista de canciones
Toda la música compuesta por Trevor Something. 
| N.º   | Título                   | Duración |  |
| 1.    | «If I Die»               | 1:33     |  |
| 2.    | «The Possession»         | 3:27     |  |
| 3.    | «Brain Waves»            | 1:54     |  |
| 4.    | «The Touch of Your Skin» | 4:01     |  |
| 5.    | «Artificial Feelings»    | 4:43     |  |
| 6.    | «Run Away»               | 4:58     |  |
| 7.    | «Thru The Wormhole»      | 0:59     |  |
| 8.    | «Your Sex is a Dream»    | 5:17     |  |
| 9.    | «Analogue Soul»          | 1:50     |  |
| 10.   | «Can You Feel It?»       | 4:40     |  |
| 11.   | «Leave a Message»        | 1:50     |  |
| 12.   | «Staring at the Sun»     | 1:56     |  |
| 13.   | «No One Knows Your Name» | 3:17     |  |
| 14.   | «Trip»                   | 4:01     |  |
| 15.   | «Forever»                | 6:53     |  |
| 48:41 |                          |          |  |

Notas
- Todas las canciones escritas, producidas y mezcladas por Trevor Something.
- «Can You Feel It» posee un sample de «Lana» por Tangerine Dream.[7]